# Тепчегорский, Григорий Павлович
Григорий Павлович Тепчегорский — русский художник, гравёр на меди и поэт конца XVII и начала XVIII века. Свои произведения Тепчегорский подписывал не только полным именем, но также: «Григорий», «Григорий Гридер», «Иерей Григорий» и инициалами «Г. Т.»

## Биография
Состоял при Московской гражданской типографии и работал под надзором Пикара, учеником которого был и манеры которого он придерживался в своих произведениях. Свои стихи Тепчегорский помещал на своих гравюрах и рисунках. П. А. Безсоновым он упоминается как сочинитель духовных виршей, положенных на ноты монахом Александром Мезенцем. 
Григорий Павлович Тепчегорский, вероятно, был духовным, так как в одном из своих стихотворений он говорит: «Вспомянух житие свое клироское, аз недостойный Григорий…», а под некоторыми своими произведениями он подписывался «Иерей Григорий». 
Тепчегорский гравировал, главным образом, огромных размеров богословские тезисы. Ему принадлежат следующие произведения: 
1. Святцы из 12 листов; каждый лист разделен на пять полос и содержит один месяц;
2. 26 картинок, вклеенных в рукописный «Акафист Алексею, человеку Божию» с посвящением царевичу Алексею Петровичу; единственный экземпляр этого Акафиста находился в библиотеке А. И. Хлудова;
3. Огромная гравюра на 8 досках, сделанная по заказу Афанасия Заруцкого, протопопа Новгород-Северского, в 1717 году; в середине изображены Пётр I, Екатерина I и царевичи Алексей Петрович и Пётр Петрович, справа от Петра І — Иоанн Богослов ІІ маленький царевич Петр Алексеевич, вверху — Богоматерь; два экземпляра этой гравюры хранились в Московской Оружейной палате и один в Императорской академии наук;
4. Тезис Лаврентия Трансильванского, сделанный Тепчегорским вместе с Иваном Зубовым;
5. «Образ преблагословенной Девы Марии, от святого евангелиста Луки, начертанный в Белой России» (копия с иконы Богородицы Ченстоховской), помеченный 1711 годом;
6. Святой Николай Чудотворец, с виршами, сочиненными Tепчегорским, гравировано в 1718 году;
7. Поколенное изображение Святого Иоанна Златоуста, с посохом в левой руке, правой — благословляет (1715 год);
8. «Комедия притчи о блудном сыне, бываемое в лето 1685 года», сделано по инвенции Пикара старшего совместно с Л. Буниным;
9. Три листа с изображением икон Богородицы (хранились в собрании Д. Ровинского);
10. Заглавный лист с изображением артиллерийских орудий к «Артиллерии» Бринка (Москва, 1710), также картинка «Ватер-пас или оризонтальной»[5][3].

Кроме того Tепчегорский скопировал с «Библии» Пискатора рисунки для Апокалипсиса, вырезанного Коренем (1696 год), увеличив их вчетверо, причем придал своим фигурам совершенно польский характер, одел их в польские кафтаны и сделал в сочинении Пискатора столько изменений, что, по словам Д. Ровинского, труд его можно считать почти оригинальным. Под наблюдением Тепчегорского выгравирована была в первой половине XVIII века маленькая Библия с немецкого оригинала; под каждой картинкой этой Библии помещены вирши, сочиненные Tепчегорским, в которых встречаются польские выражения. Затем им же сделан 4-й лист Синодика 1702 года — Лука митрополит. 